# Pendite
Pendite est un village de la communauté rurale de Sindian CR, située dans l'arrondissement de Sindian et le département de Bignona, une subdivision de la région de Ziguinchor dans la région historique de Casamance dans le sud du pays.

## Géographie

### Population
| 1962                                                             | 1968 | 1975 | 1982 | 1990 | 1999 |
| ---------------------------------------------------------------- | ---- | ---- | ---- | ---- | ---- |
| 0                                                                | 0    | 0    | 0    | 0    | 0    |
| Nombre retenu à partir de 1962 : Population sans doubles comptes |      |      |      |      |      |